# Ólvega
Ólvega és una localitat i també un municipi de la Comarca del Moncayo en la província de Sòria, a la comunitat autònoma de Castella i Lleó.

## Geografia
Terme municipal d'Ólvega.
Ólvega és cruïlla de camins i de regions convergents properes de La Rioja, Aragó, Navarra i la de Castella i Lleó a la qual pertany.
Situada entre la Serra del Moncayo (2.315 metres), la Serra del Madero (1.652) i la Serra de Toranzo. El punt més alt en el terme municipal és l'Alt de Toranzo amb 1614 m. (punt divisori amb la localitat de Borobia i Noviercas).
La muntanya Hacho, lloc proper al Molino Almagre, té 1.293 metres. És una muntanya emblemàtica de la localitat, on els encinars ho cobreixen fins al cim. Abunda la roca calcària i abans, s'extreien aquestes pedres per a calç.
Ríos: Araviana que porta les seves aigües al Duero i el riu Queiles que condueix les seves aigües al riu Ebre.
Localitat annexa: Muro.
Clima:Continental extremat amb llargs i freds hiverns i uns estius suaus i agradables.
Jaciment de plom en el terme municipal i de ferro en els llocs de Virgili, Olmacedo i Almagrera. En 1589, a la fi del segle xvi, van existir mines de ferro a la rodalia de la localitat.

## Administració
| Període      | Nom de l'alcalde/-essa    | Partit polític | Data de possessió |
| ------------ | ------------------------- | -------------- | ----------------- |
| 1979 - 1983  | Eliseo Carrasco Revilla   | UCD            | 19/04/1979        |
| 1983 - 1987  | José Manuel Tello Barrera | PSOE           | 28/05/1983        |
| 1987 - 1991  | José Manuel Tello Barrera | PSOE           | 30/06/1987        |
| 1991 - 1995  | José Manuel Tello Barrera | PSOE           | 15/06/1991        |
| 1995 - 1999  | Gerardo Martínez Martínez | PP             | 17/06/1995        |
| 1999 - 2003  | Gerardo Martínez Martínez | PP             | 03/07/1999        |
| 2003 - 2007  | Gerardo Martínez Martínez | PP             | 14/06/2003        |
| 2007 - 2011  | Gerardo Martínez Martínez | PP             | 16/06/2007        |
| 2011 - 2015  | n/d                       | n/d            | 11/06/2011        |
| 2015 - 2019  | n/d                       | n/d            | 13/06/2015        |
| 2019 - 2023  | n/d                       | n/d            | 15/06/2019        |
| Des del 2023 | n/d                       | n/d            | 17/06/2023        |